# Fidiobia asina
Fidiobia asina är en stekelart som först beskrevs av Loiacono 1982.  Fidiobia asina ingår i släktet Fidiobia och familjen gallmyggesteklar. Inga underarter finns listade i Catalogue of Life.